# Islas Ulong
Las  Islas Ulong (en inglés: Ulong Islands) son un grupo de islas deshabitadas del Océano Pacífico parte de la República de Palaos. Se encuentran al suroeste del archipiélago de las Islas Chelbacheb (Islas Rock), a unos 12 kilómetros al oeste de las Islas Mecherchar. Posee una superficie total estimada en 8 hectáreas (0,08 km²) distribuidas en alrededor de 15 islas.